# Уголовный кодекс Франции 1992 года
Уголовный кодекс Франции 1992 года (УК Франции) — основной источник уголовного права Франции, устанавливающий преступность и наказуемость деяний на территории Франции.
Действующая редакция Уголовного кодекса Франции была принята 22 июля 1992 года и вступила в силу с 1 марта 1994 года, сменив принятый при Наполеоне I Уголовный кодекс Франции 1810 года, действовавший более 180 лет.

## История принятия

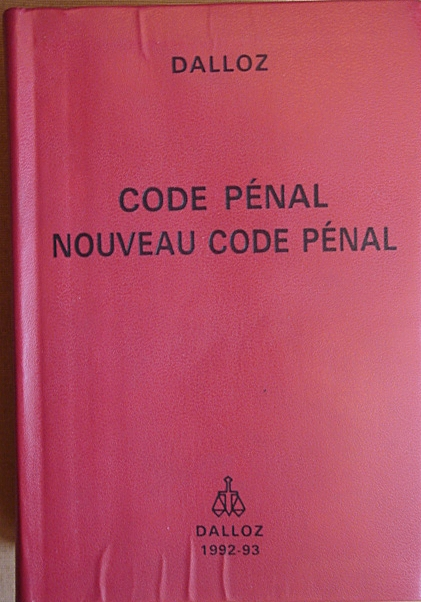
Обложка издания кодекса, выпущенного в 1993 года

Идея реформировать уголовный кодекс Наполеона имеет достаточно давнюю историю: так, ещё в 1887 году была создана первая комиссия по разработке нового уголовного закона; в 1892 году она представила проект Общей части нового кодекса, который так и не был принят.
Вторая комиссия по подготовке нового кодекса была создана в начале 1930-х годов и опубликовала свой проект кодекса в 1934 году; этот проект был построен на основе новейших достижений криминологии и отводил значительную роль мерам безопасности, однако законопроектная работа была приостановлена в связи с началом Второй мировой войны.
Следующая проектная комиссия собралась в ноябре 1974 года, первый результат её работы был опубликован в 1976 году, окончательный вариант проекта был подготовлен в 1978 году. Проект в течение долгого времени дорабатывался, что было связано с борьбой двух школ в уголовном праве и двух направлений в уголовной политике: теории новой социальной защиты и неоклассической уголовно-правовой школы. Приверженцы первой теории считали, что уголовное право нужно заменить правом социальной защиты, в котором наказание заменят меры социальной защиты, направленные на ресоциализацию лица; это предполагало, что в законе не будет жёстко установленных санкций, а мера, применяемая к преступнику, будет всецело зависеть от обстоятельств конкретного дела. Сторонники неоклассической школы протестовали против предоставления каких-либо льгот преступникам, стоя на позиции умеренной и разумной, основанной на законе уголовной репрессии, предполагающей быстрое и неотвратимое применение наказания.
Если с 1970 по 1981 год в руководстве страны преобладали сторонники неоклассической теории, то в 1981 взяли верх сторонники теории социальной защиты; в 1986 году к власти вновь вернулись «правые» партии, стоящие на позиции применения более жёстких мер ответственности.
В таких условиях новый кодекс не мог быть принят, хотя проект постоянно совершенствовался. Новые тексты проекта были представлены в 1983 и 1985 годах, а в 1986 году проект был представлен Сенату. Проект был обсуждён и принят в двух чтениях в каждой из палат французского парламента (Сенате и Национальной Ассамблее); по итогам была создана паритетная комиссия, которая должна была согласовать поправки, предлагаемые палатами.
Окончательный текст кодекса был принят в третьем чтении каждой из палат 22 июля 1992 года.

## Структура кодекса
Кодекс делится на законодательную и регламентационную часть. Регламентационная часть включает положения, принятые органами исполнительной власти в рамках собственной компетенции или делегированных законодательными органами полномочий.
Законодательная часть кодекса была принята 22 июля 1992 года и состояла из  четырех частей или «книг». Книга Первая включает общие положения уголовного права и по существу представляет собой Общую часть кодекса; Книга Вторая включает составы преступлений и проступков против личности; Книга Третья — составы имущественных преступлений и проступков; Книга Четвёртая — составы преступлений и проступков против нации, государства и общественного спокойствия. 16 декабря 1992 была принята Книга Пятая «Прочие преступления и проступки». Книга Шестая «О нарушениях» не содержит норм, так как все положения, касающиеся нарушений, устанавливаются исполнительными органами в регламентах. Книга Седьмая «Положения, применяемые в заморских территориях и территориальной общности Майот» была введена 28 марта 1996 года.
Регламентационная часть была принята 29 марта 1993 года декретом в Государственном совете. Она содержит положения, уточняющие, разъясняющие и дополняющие законодательную часть. Система и структура регламентационной части соответствует системе и структуре законодательной части; положения, касающиеся отдельных видов нарушений включаются в Книгу Шестую УК.
Нумерация статей законодательной и регламентационной части не является сквозной и технически различается: статьи регламентационной части получают дополнительное обозначение буквой «R».

## Особенности кодекса
Кодекс основан на идеях приоритета общечеловеческих ценностей, верховенства международного права, принципах законности и применения адекватных мер реагирования на наиболее тяжкие преступления.
Предусматривается уголовная ответственность юридических лиц с собственной системой наказаний для них. Имеется развитое учение о вменяемости, включающее понятие уменьшенной вменяемости. Судьям предоставляется большое число средств индивидуализации наказания.
В кодексе нет определений понятий «преступное деяние», «вина», не раскрывается содержание форм вины, отсутствуют общее определение соучастия и нормы, устанавливающие особенности ответственности несовершеннолетних.
Французское уголовное право не является полностью кодифицированным. Многие уголовно-правовые нормы содержатся в УПК Франции 1958 года, Кодексе военной юстиции 1966 года, Кодексе о здравоохранении 1953 года, Законе о прессе 1881 года, Законе о коммерческих обществах 1966 года и т. д.

## Изменения УК
УК Франции динамично изменяется. В 1993 и 1994 году, ещё до введения УК в действие он был дополнен нормами об отсрочке исполнения наказания с судебным задержанием, о периоде надёжности для лиц, совершивших тяжкие убийства и т. д.
Уточнению в 1992 и 1996 годах подверглись нормы о действии уголовного закона в пространстве: он был приведён в соответствие нормам международного права и потребностям борьбы с преступлениями транснационального характера.
В 1994 году была установлена ответственность за преступные деяния в сфере здравоохранения, а в 1996 — за отмывание денег.
В 1998 году в кодекс был включён новый институт социально-судебного наблюдения, вводимого за половые преступления.
Были и другие изменения. Совершенствование УК Франции продолжается и в настоящее время.